# Qala
Qala és un municipi de l'est de l'illa de Gozo, a Malta. El 2023 tenia 2.300 habitants i disposa d'una superfície de 5,9 km².